# 나는 비밀을 알고 있다 (1934년 영화)
《나는 비밀을 알고 있다》(영어: The Man Who Knew Too Much)는 1934년 개봉한 범죄 스릴러 영화다. 앨프리드 히치콕이 감독하였으며, 노바 필빔, 피터 로리, 레슬리 뱅스, 에드나 베스트가 출연하였다. 이 영화는 흥행에 성공하고 평단의 호평도 동시에 받았으며, 히치콕은 이후 1956년에 동명의 리메이크작을 감독하였다. 한편 로리가 나치 독일을 피해 영국으로 망명온 후 출연한 첫 영화이기도 하다.

## 줄거리
로런스 가족은 스위스에서 휴가를 즐기고 있다. 스키트 선수인 아내 질 로런스(에드나 베스트)는 경쟁 선수인 레이먼 러빈(프랭크 보스퍼)와 상대도 하고 스키점프 선수인 루이 베르나르(피에르 프레즈나이)와 교류하기도 한다. 그러나 질과 같이 춤을 추던 루이가 갑자기 총에 맞고, 루이는 질에게 중요한 정보를 알려주고 죽는다. 질로부터 소식을 들은 밥(레슬리 뱅스)은 루이의 방으로 들어가 그가 남긴 메모를 찾아낸다. 한편 이 음모에 연루된 레이먼은 밥과 질의 딸인 베티(노바 필빔)을 유괴해 인질로 삼고, 밥과 질은 음모를 막는 동시에 딸을 되찾아되는 상황에 직면한다.
스위스에서 런던에 있는 집으로 돌아온 밥과 질은, 경찰의 요청을 거절하고 독자적으로 딸을 찾아내려고 한다. 밥은 루이의 방에서 찾은 메모를 가지고 런던 시내를 돌아다닌다. 그러다가 밥은 이교도 성향을 보이는 예배당을 찾아내고, 거기서 스위스에서 만났던 애벗(피터 로리)를 다시 마주치게 된다. 애벗은 애그니스(시슬리 오츠), 레이먼과 함께 로열 앨버트 홀을 찾은 외국 대사를 암살할 목표를 가지고 있다. 밥은 같이 동행한 클라이브(휴 웨이크필드)를 통해 집에 있는 질에게 연락, 로열 앨버트 홀로 가서 암살을 막으라고 부탁한다.
연락을 들은 질은 곧 로열 앨버트 홀로 가서 대사를 암살하려던 레이먼을 고함으로 방해해 막아낸다. 레이먼은 암살을 실패함은 물론, 경찰에게 미행을 당해 암살단의 은신처를 밝혀주고 만다. 이윽고 암살단은 경찰들과 총격전을 벌이게 된다. 질은 사격 실력을 발휘해 옥상에서 베티를 위협하던 레이먼을 죽인다. 암살단은 모두 사살된다. 베티는 가족의 품으로 다시 돌아오게 된다.

## 출연
- 레슬리 뱅스 - 밥 로런스
- 에드나 베스트 - 질 로런스
- 피터 로리 - 애벗
- 프랭크 보스퍼 - 레이먼 러빈
- 휴 웨이크필드 - 클라이브
- 노바 필빔 - 베티 로런스
- 피에르 프레즈나이 - 루이 베르나르
- 시슬리 오츠 - 애그니스
- D. A. 클라크스미스 - 빈스테드
- 조지 커즌 - 깁슨